# Zingeron
Zingeron, též nazývaný vanilylaceton (systematický název 4-(4-hydroxy-3-methoxyfenyl)-2-butanon) je organická sloučenina získávaná ze zázvoru. Jedná se o krystalickou pevnou látku špatně rozpustnou ve vodě, dobře rozpustnou v diethyletheru.
Zingeron má podobnou chemickou strukturu jako jiné podobné vonné chemikálie, například vanilin nebo eugenol. Používá se jako ochucovadlo v kořenných olejích a jako kořenná vůně v parfémech.
Čerstvý zázvor neobsahuje zingeron; při tepelné úpravě zázvoru se obsažený gingerol transformuje na zingeron pomocí retroaldolové reakce.
Sloučeniny obsažené v zázvoru vykazují účinnost proti průjmu způsobovaném termolabilním enterotoxinem produkovaným bakterií Escherichia coli. Tento typ průjmu je hlavní příčinou smrti dětí v rozvojových zemích. Aktivní látkou odpovědnou za tuto účinnost zázvoru je pravděpodobně zingeron.
Syntéza zingeronu z vanilinu je součástí jednoho z experimentů Home Chemistry Society.